# سوفی بنت
سوفی بنت (انگلیسی: Sophie Bennett؛ زادهٔ ۶ فوریهٔ ۱۹۸۹) بازیگر، خواننده، هنرمند رقص، تهیه‌کننده و کارگردان فیلم اهل کانادا است.
از فیلم‌ها یا مجموعه‌های تلویزیونی که وی در آن‌ها نقش داشته است، می‌توان به سَدِل کلاب و «اسم رمز: ابدیت» اشاره نمود.